# Trois gouverneurs
Cette page contient des caractères spéciaux ou non latins. S’ils s’affichent mal (▯, ?, etc.), consultez la page d’aide Unicode.

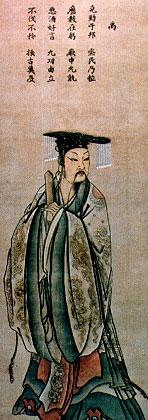
Yu le Grand, Gouverneur des eaux

Les Trois gouverneurs du Ciel, de la Terre et des Eaux (Sanguandadi 三官大帝) sont trois dieux taoïstes de l’École des cinq boisseaux de riz fondée sous les Han Orientaux par Zhang Daoling. Les rites au Ciel, à la Terre et aux Eaux étaient à l'origine selon le Liji un privilège royal. À l'époque des Dynasties du Nord et du Sud, ces trois dieux se sont confondus avec trois autres divinités régissant chacune un tiers de l’année, dits shangyuan, zhongyuan et xiayuan (tiers supérieur, médian et inférieur).
Le gouverneur du Ciel (Tianguan 天官), mandarin céleste du premier degré, régit le premier tiers de l'année et supervise les divinités célestes. Il est identifié à la divinité stellaire Ziwei (紫微), personnification du zodiaque chinois. Son anniversaire est le 15 du premier mois lunaire, devenu Fête des lanternes
Le gouverneur de la Terre (Diguan 地官), mandarin céleste du 2e degré, régit le deuxième tiers de l'année et supervise les dieux terrestres, dont ceux des cinq montagnes sacrées. Il est identifié à l’empereur Shun, censé s'être retiré pour chasser dans les montagnes sur la fin de ses jours ; il aurait divisé la terre en douze secteurs pour en faciliter l’occupation par les hommes. Il est fêté le 15 du 7e mois, jour de la Fête des fantômes
Le gouverneur des Eaux (Shuiguan 水官) régit le dernier tiers de l'année et supervise les divinités des mers et des rivières. Il est en général identifié au souverain légendaire Yu le Grand, qui lutta contre les inondations. Son anniversaire est le 15 du 10e mois.